# Západní království Huetarů

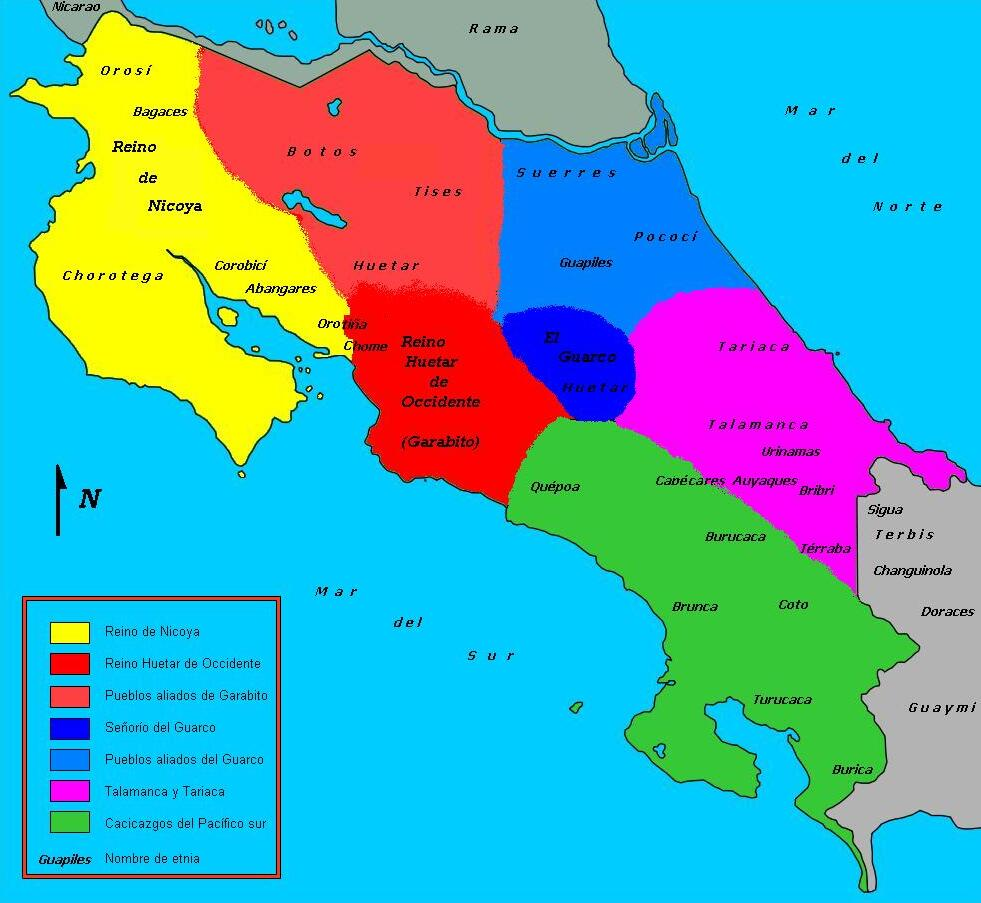
Mapa kostarických autochtonních společenství v 16. století v době příchodu prvních Španělů. Západní království Huetarů je tmavě červené.

Západní království Huetarů, také zvané Království Garabito, Panství Garabito nebo Cacicazgo Garabito, byl domorodý indiánský národ žijící na území dnešní Kostariky. Bylo jedním ze dvou velkých domorodých království rozkládajících se v centrální části země. Druhým z nich bylo Východní království Huetarů. Západní království Huetarů tvořila konfederace menších náčelníků podléhajících autoritě vyšších náčelníků, kteří platili tribut hlavnímu náčelníkovi. Království leželo v Centrálním údolí v Kostarice, které se vine od tichomořského pobřeží k západnímu břehu řeky Virilla, až po povodí řeky Tárcoles. V době příchodu Španělů do Kostariky v 16. století se hlavní města nacházela na pláních Esparzy, Orotiny a San Mateo. Hlavní město krále Garabita, jež byl nejdůležitějším náčelníkem během španělské conquisty, se nacházelo v místě zvaném Údolí kojotů, na březích řeky Susubres, v dnešním kantonu San Mateo. V době příchodů Evropanů, platilo nedaleko ležící království Botos tribut tomuto království.